# Zoltán Pál
Zoltán Pál (Medgyes, 1898. november 21. – Bécs, Ausztria, 1989. január 5.) katonatiszt, az emigrációban könyvkötő és könyvelő, a Demokrata Néppárt országgyűlési képviselője.

## Élete

### Ifjúkora és katonai pályája
A hivatásos katona, főhadnagy Zoltán Ernő és Almássy Margit gyermeke. Római katolikus vallásban nevelkedett. Az elemi iskola elvégzése után, Tatán tanult a piarista főgimnáziumban. Édesapja halála után édesanyjával a stájerországi rokonokhoz költöztek, Radkersburgba. Kint egy morvaországi lovashadapród-iskolában folytatta tanulmányait. 1917-ben hadnagyi rendfokozattal avatták tisztté. Az iskola befejezése után rögtön kivezényelték az orosz frontra, és a 16. közös huszárezred szakaszparancsnokának nevezték ki. Az első világháború és a Monarchia összeomlása után Magyarországon maradt, Székesfehérváron majd Nyíregyházán szolgált. 1921 nyarán azonban fizetés nélküli szabadságot kért és világjáró útra indult. Élt Franciaországban, Tuniszban, Görögországban és Törökországban, Szíriában és Egyiptomban.
1934-ben ismét Magyarországon találjuk, a debreceni VI. önálló huszárezred kiképzőtisztje volt. 1936-ban századossá, majd 1942-ben immáron ismét a keleti, szovjet fronton őrnaggyá nevezték ki. 1944. október 15-én a fegyverszüneti proklamációt meghallotta, és engedelmeskedett a parancsnak. Elhagyta alakulatát és a debreceni ferenceseknél keresett menedéket.

### Politikai tevékenysége
A katolikus tömegmozgalmakkal és irányadó eszméivel (köztük a Quadragesimo anno szellemiségével) Debrecenben ismerkedett meg még közvetlenül a második világháború előtt. 1939-ben belépett a Magyar Dolgozók Országos Hivatásszervezete értelmiségi tagozatába, hamarosan az egész szervezet debreceni elnökének is megválasztották, 1944 végéig töltötte be ezt a posztot. Miután 1944 őszén megalakult a Kereszténydemokrata Néppárt 1945 januárjában csatlakozott a párthoz és Szegeden hozzálátott a megyei szervezet megalakításához. Februárban a párt országos választmányába is bekerült. Az új hercegprímás, Mindszenty József azonban bizalmatlansággal szemlélte a párt tevékenységét, és enyhe nyitottságát az újonnan kiépülő rendszer iránt, és ellenezte a pártban Barankovics István vezető szerepét, gróf Pálffy József jelentette volna számára a garanciát. A párt többsége azonban Barankovicsot támogatta. Zoltán viszont a Mindszenty irányát követő Pálffyval tartott, és 1945 őszén, a pártszakadás után abban a szervezetben elvállalta a főtitkári tisztet.
A hónapok múlásával és a helyzet változásával a konfliktus okafogyottá vált (legalábbis Zoltán Pál számára), 1947-ben mégis tagja lett a Barankovics vezette Demokrata Néppártnak. Az 1947. augusztus 31-i országgyűlési választásokon a Hajdú-Bihar megyei listáról bekerült az Országgyűlésbe. Nem maradt azonban sokáig a frakció tagja, mert újra felelevenedett a régebbi konfliktus. Zoltán Mindszenty keményebben antikommunista és markánsabban katolikus iránymutatását szerette volna követni a DNP-ben is, amire azonban nem volt mód, így 1948 februárjában bejelentette kilépését a pártból.

### Emigrációban
Mindszenty letartóztatása után számos más demokrata néppárti politikussal együtt ő is az emigráció mellett döntött, és 1949 elején Ausztriába szökött. Majd Hollandiába települt át. Ott létrehozta a nijmegeni Mindszenty Alapítványt, amellyel az emigráns magyar fiatalok tanulmányát akarta segíteni. Támogatókat keresve előadásokat tartott és a könyvkötő mesterséget is kitanulta. Saját megélhetését könyvelő munkával biztosította. 1957-ben azonban ismét visszaköltözött Ausztriába. Nagyon erős volt benne a honvágy, és folyton a hazatérés foglalkoztatta. A magyar hatóságok viszont folyton ellehetetlenítették tervét. A rendszer enyhülésével aztán látogatóba többször érkezett Magyarországra, de már nem költözött haza. Éppen a rendszerváltás előestéjén, 1989 januárjában elhunyt.